# エクレア

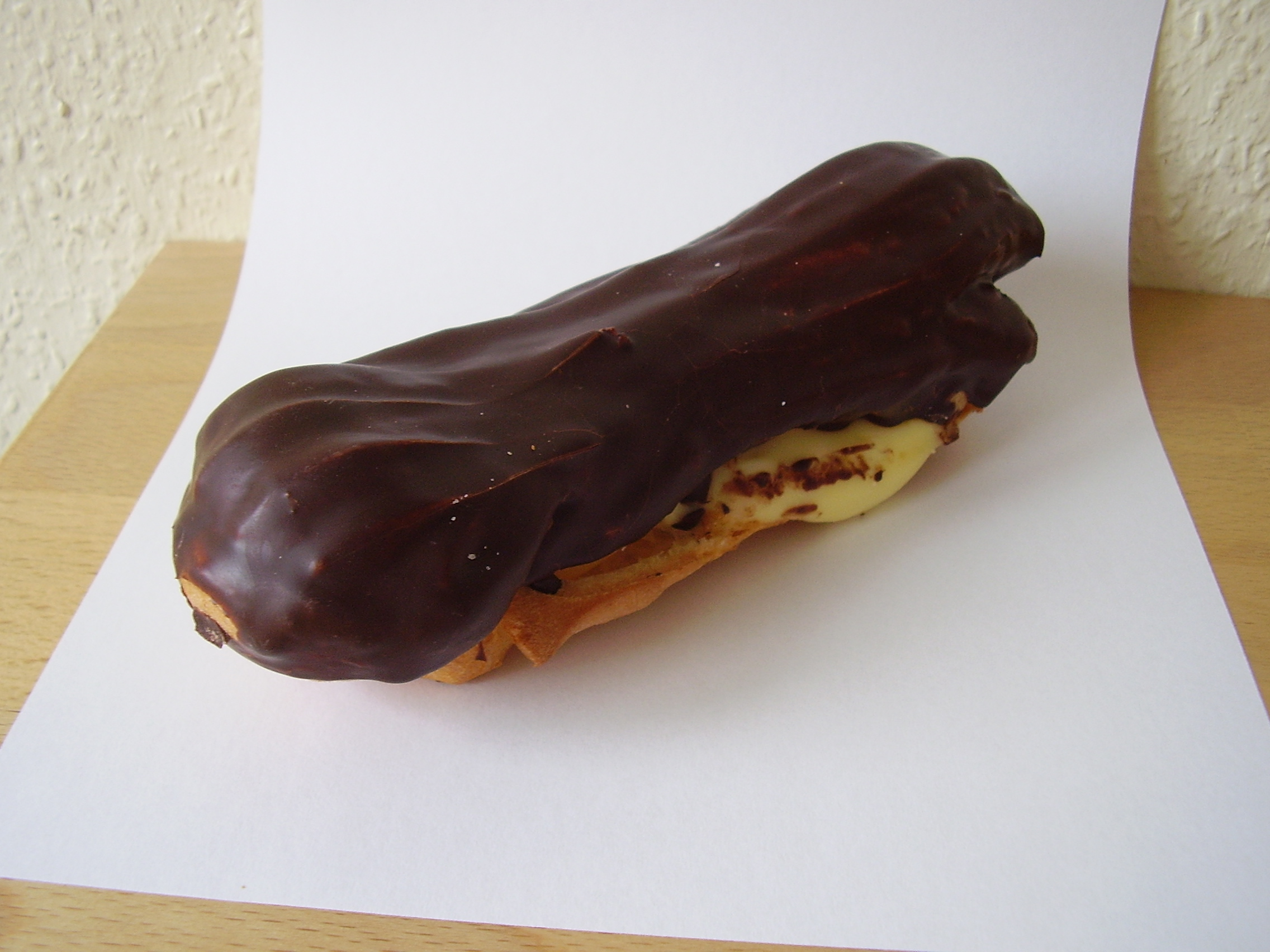
エクレア

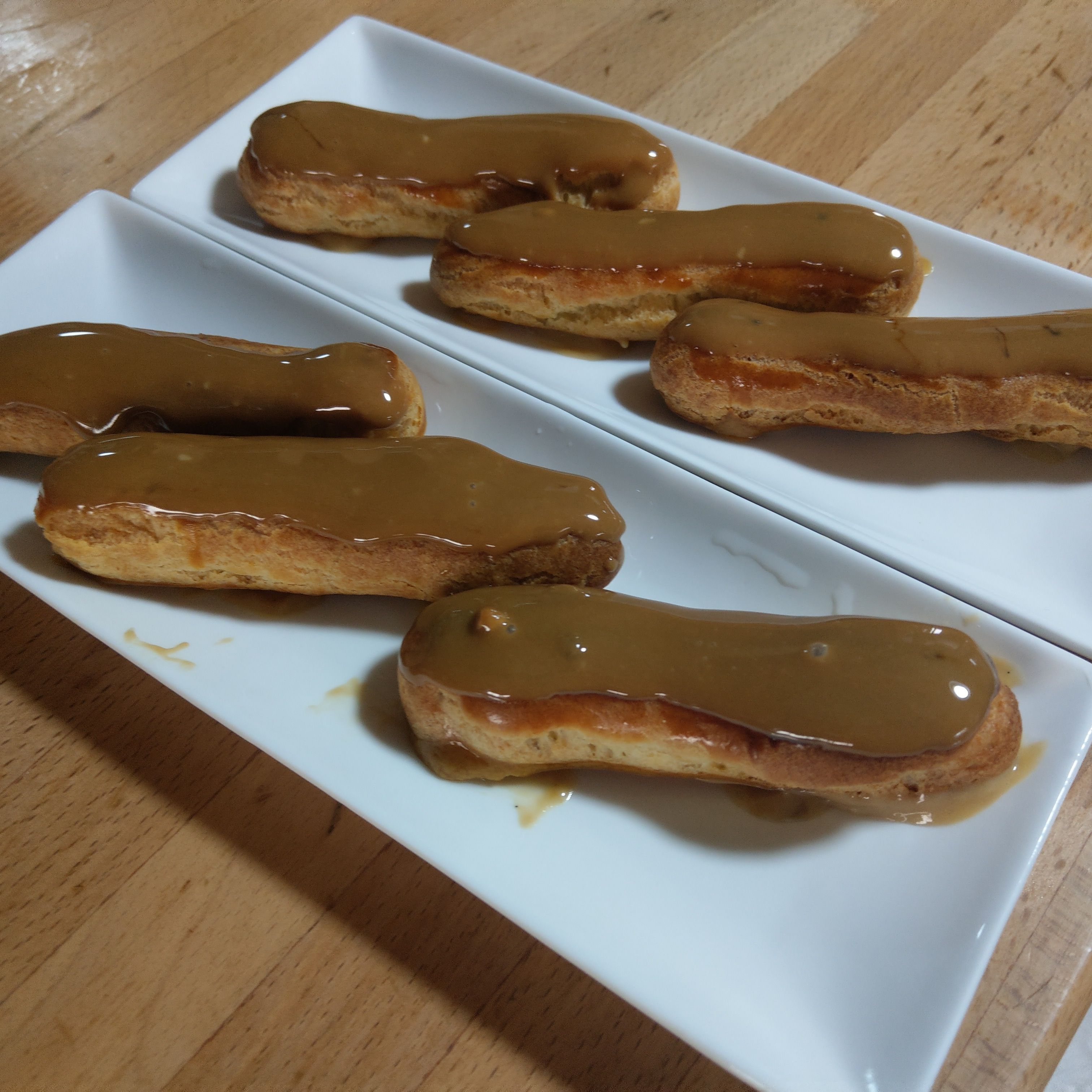
エクレールカフェ(Eclair au cafe)

エクレア（フランス語: éclair、フランス語発音: [eklɛʁ] エクレール、英語発音: [eiˈklɛər] エイクレアー、[ˈeiklɛə] エイクレア）は、フランス発祥の洋菓子（シュー菓子）の一種。
シュークリームのバリエーションの一つで、細長く焼いたシュー皮にカスタードクリームやホイップクリームを挟み、上からチョコレートやモカ、キャラメル、イチゴ、抹茶などの風味のフォンダン（糖衣）をかけたものである。カスタードクリームにコーヒーやラム酒の風味をつけたり、果物風味のフィリングや栗のピュレを挟むこともある。また、フォンダンに絵画のプリントを施したり、カラフルな色彩に染めるなどの処理を加えた商品もある。一口サイズに作られたものはプチフール（小さな焼き菓子）に含まれる。
フランスの洋菓子店ではもっとも基本的な菓子とされ、日本のシュークリームやショートケーキの位置づけに近い。「リュードパッシー」のパティシエ長島正樹によると、自由度が高く、シェフの個性が試されるスイーツだとされている。

## 名称
代表的なチョコレートのアイシングをかけた品は、仏語でエクレール・オ・ショコラ（éclair au chocolat）と呼ばれる。
「エクレール」とはフランス語で「稲妻」の意味である。この名前の由来にはいくつか説があり、焼いた表面にできる割れ目が稲妻に似ているために名付けられたという説、焼く際の音が落雷の音に似ているからという説、アイシングのフォンダンがぎらりと光るからという説、ストレートに落ちる稲妻のように棒状（バトン状）に成形されているからとする説、稲妻が落ちるのと同じくらい一瞬で食べられてしまうからという説など多数ある。これらのうち学術団体アカデミー・フランセーズの辞書は稲妻が落ちるのと同じくらい一瞬で食べられてしまうからという説を採用している。

## 歴史

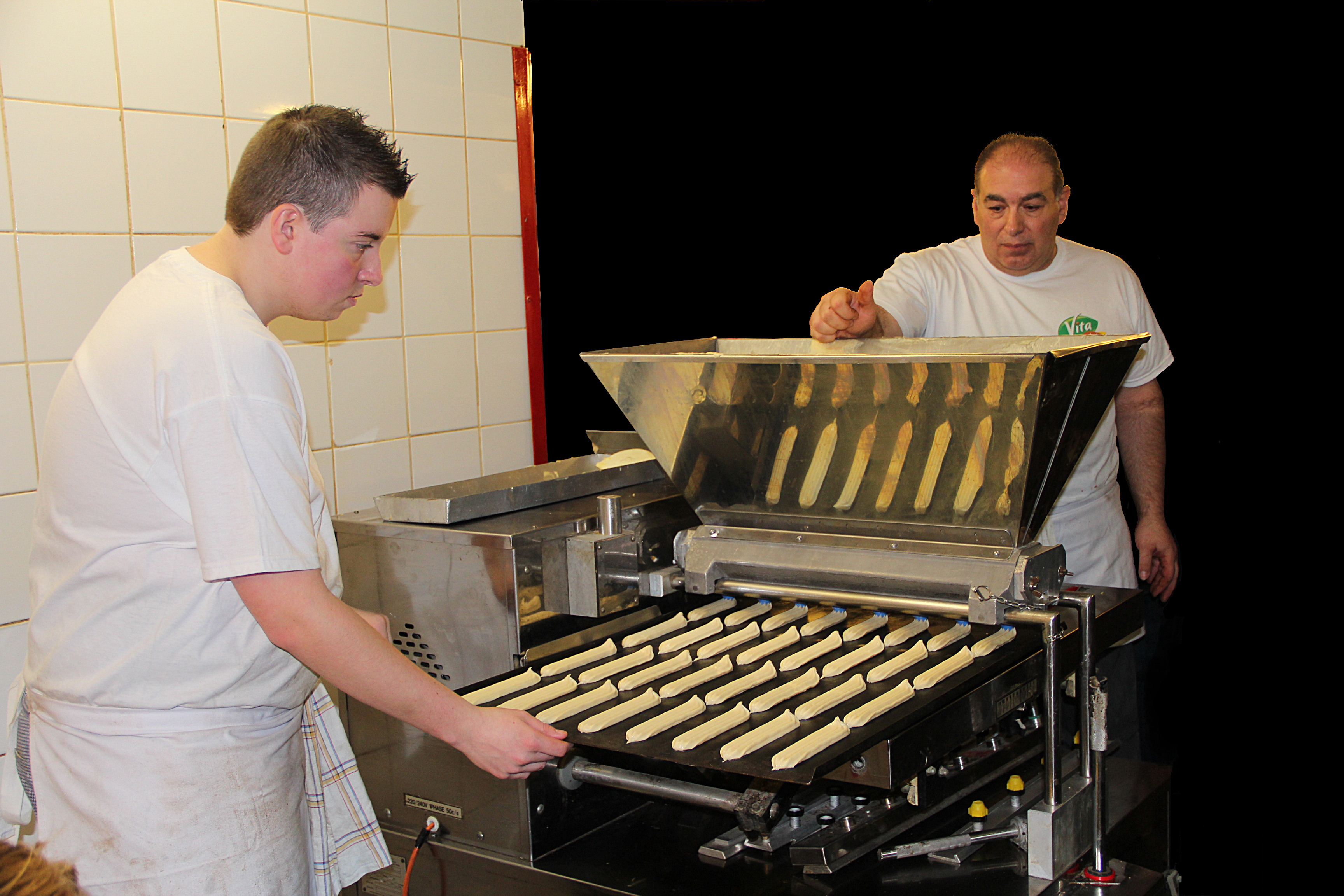
エクレアを焼く菓子職人

エクレアの起源についてははっきりしていない。一説によると19世紀初頭にフランスで生まれたとされており、その時点では "pain à la Duchesse"という名前がつけられていた or "petite duchesse" until 1850.。
具体的にはエクレアの原型となるものはアントナン・カレームが考案した「デュシャス」と呼ばれる菓子（指状に細長く成形したシュー生地にフォンダンかカラメルをかけた菓子）だとされている。エクレアはカレームの死後、1850年頃にフランスのリヨンで考案されたともいわれているが考案者の名前は残されていない。
オックスフォード英語辞典では、英語の語彙に初めてエクレアが現れた年を1861年としている。現存するアメリカ合衆国初のエクレアのレシピは、1884年に刊行されたD・A・リンカーン夫人によるボストン料理学校の料理書に含まれている。
日本においては1927年の童謡『お菓子と娘』（作詞西條八十、作曲橋本国彦）の中でエクレールとして取り上げられており、ロングセラー児童小説『チョコレート戦争』（大石真作）で登場することで知られる。

## 派生型

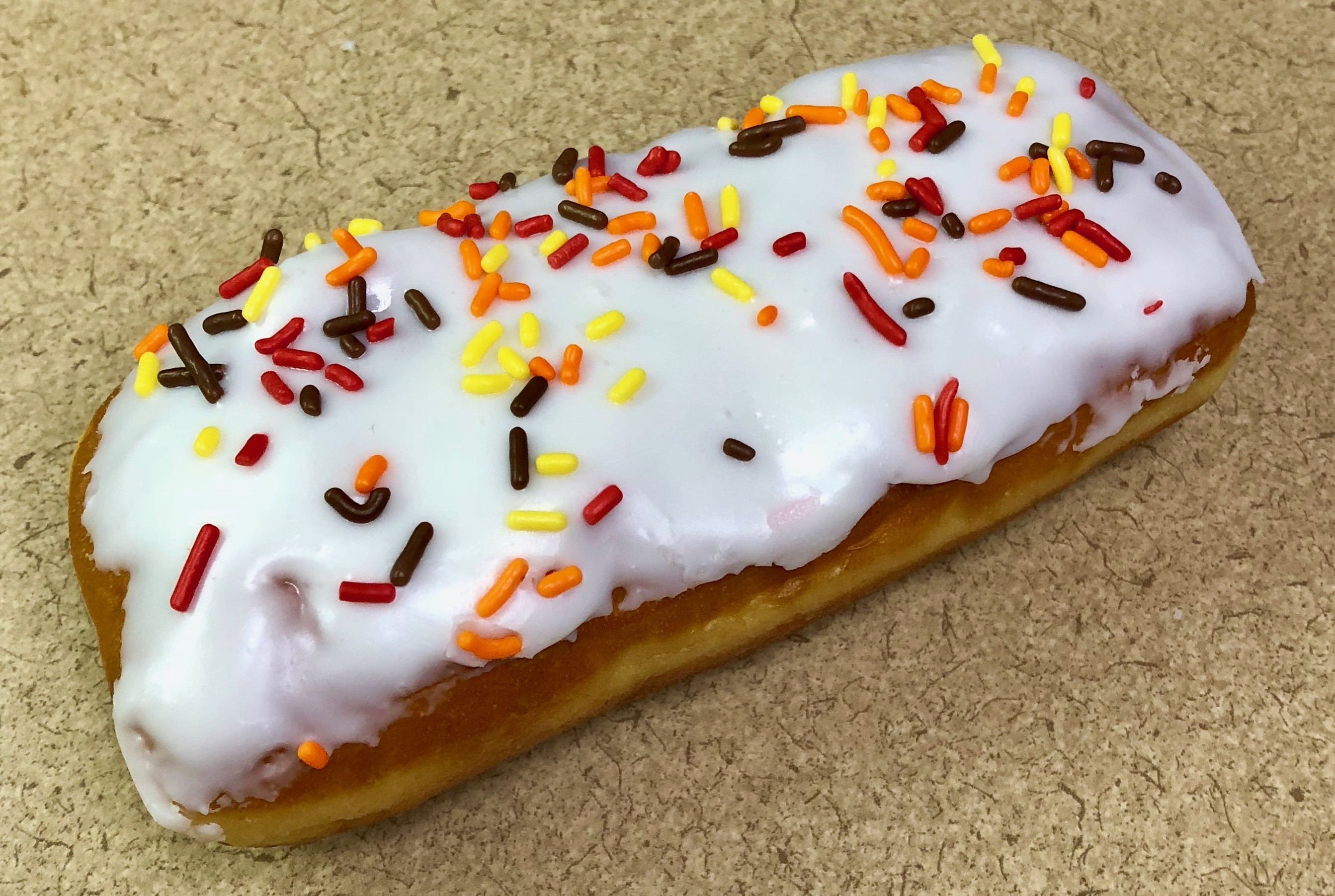
ロング・ジョンの一種

カナダおよび米国の一部の地域ではロング・ジョンとして知られているバー状のドーナッツをエクレアとして販売しており、メープルシロップ風味のものはメイプル・バー（maple bar）と呼ばれることがある。

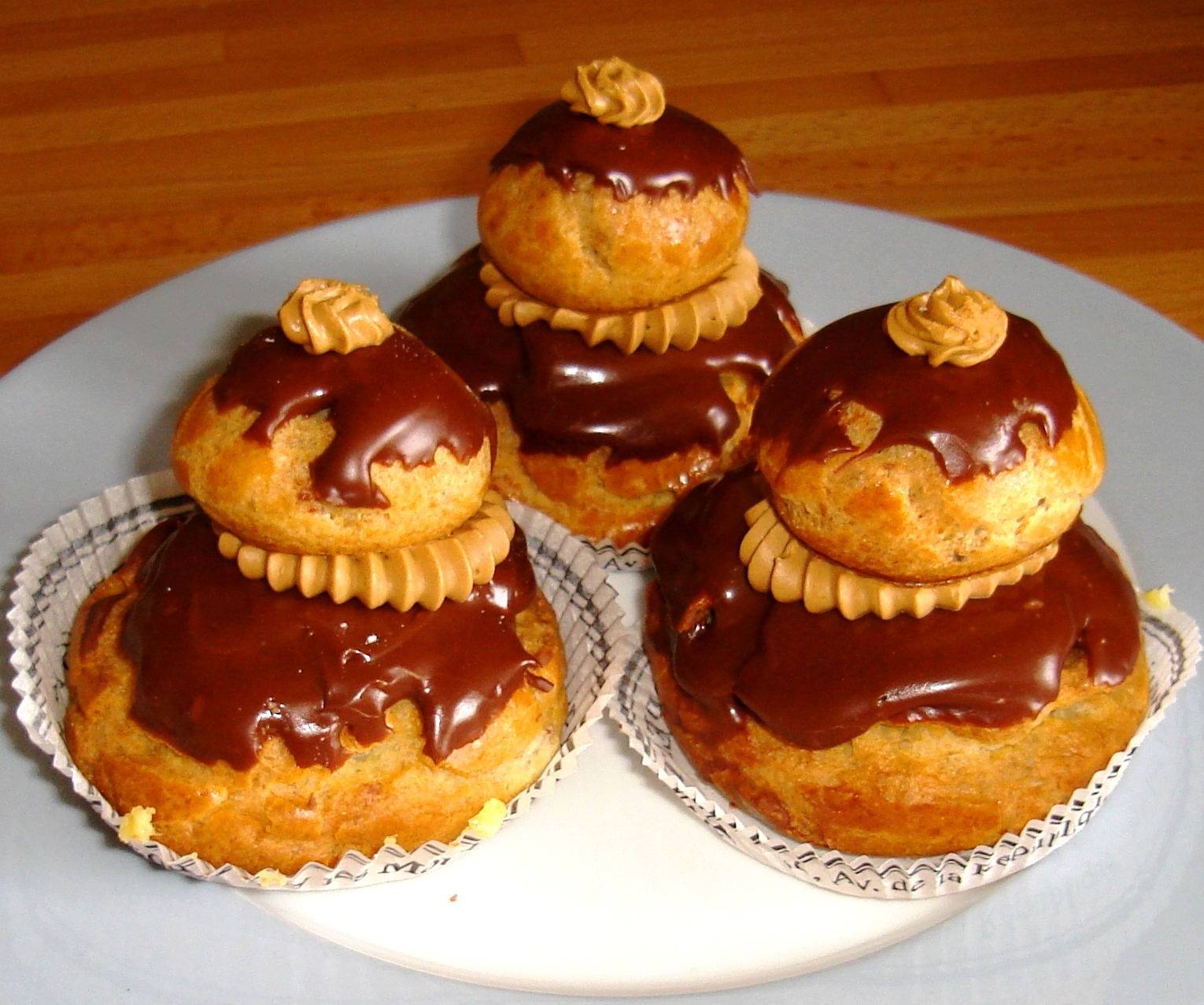
ルリジューズ

また、フランス国内においても、ルリジューズ（修道女の意）と呼ばれる派生型があり 、チョコレートをかけた小さなシュークリームを2つに重ねたものである。